# Jean-Jacques-Joseph Debillemont
Jean-Jacques-Joseph Debillemont (Dijon, 18214 - París, 1879) fou un compositor francès.
Als 15 anys es traslladà a París i fou deixeble de Jean-Delphin Alard pel violí, i de Michele Carafa per la composició. Després d'acabar els estudis retornà a la seva ciutat natal, on fundà un quartet, i més endavant fixà la residència a París dedicant-se, a més de la composició, a l'ensenyament, a dirigir orquestres i a la crítica musical. Escriví misses, simfonies, operetes, concerts, romances i les òperes Le Renégat, Le bandolero, Feu mon oncle, Le Joujou, Les noces de Panurge, La Florinde, Les péchés de M. Jean, Les esclaves d'Athyr, Vercingétorix, La cour de Tulipano, Astaroth (1861), Roger Bontemps (1869) i Coup de minuit (1874), algunes de les quals no arribaren a representar-se.